# Sara Yenigün
Sara Yenigün, née le 1er octobre 2002, est une haltérophile turque.

## Carrière
Sara Yenigün est médaillée de bronze à l'épaulé-jeté dans la catégorie des moins de 81 kg aux Championnats d'Europe d'haltérophilie 2023 à Erevan.